# Герб Оймяконского улуса
Герб муниципального образования «Оймяко́нский улу́с (район)» Республики Саха (Якутия) Российской Федерации.
Герб утверждён постановлением Собрания депутатов муниципального образования «Оймяконский улус (район)» № 23 от 7 октября 2005 года.
Герб внесён в Государственный геральдический регистр Российской Федерации под регистрационным номером № 2318.

## Описание герба
«В лазоревом поле зелёная гора с тремя вершинами, средняя из которых выше, тонко окаймлённая серебром; поверх всего серебряная с черными глазами и ноздрями голова быка, из ноздрей которого исходят вниз и в стороны по три серебряных завитка, имеющая на остриях рогов золотой безант и сопровождённая по сторонам выходящими из-за краёв щита серебряными струями (по три с каждой стороны). Во главе семь серебряных дугообразно расположенных якутских алмазов (фигуры в виде поставленных на угол квадратов, каждый из которых расторгнут на шесть частей: накрест и наподобие двух сходящихся по сторонам стропил)».

## Описание символики герба
Оймяконский улус (район) известен как Полюс холода, что отображено на гербе серебряным Быком зимы (якут. Тымныы оҕуhа) и серебряным узором в виде стужи.
Золотое солнце на рогах Быка зимы показывает богатство улуса полезными ископаемыми — золотом, сурьмой.
Зелёная оконечность с серебряной каймой символизирует заснеженные вершины Оймяконских гор и красоту северной природы, её растительность.
Алмазы в особой стилизации, аналогичной их стилизации в государственном гербе Республики Саха (Якутия), обозначают административно-территориальную принадлежность улуса к Якутии.
Авторы герба: Матвеев Артур Матвеевич (г. Якутск).